# Gründau
Gründau est une municipalité allemande située dans le land de la Hesse et l'arrondissement de Main-Kinzig.

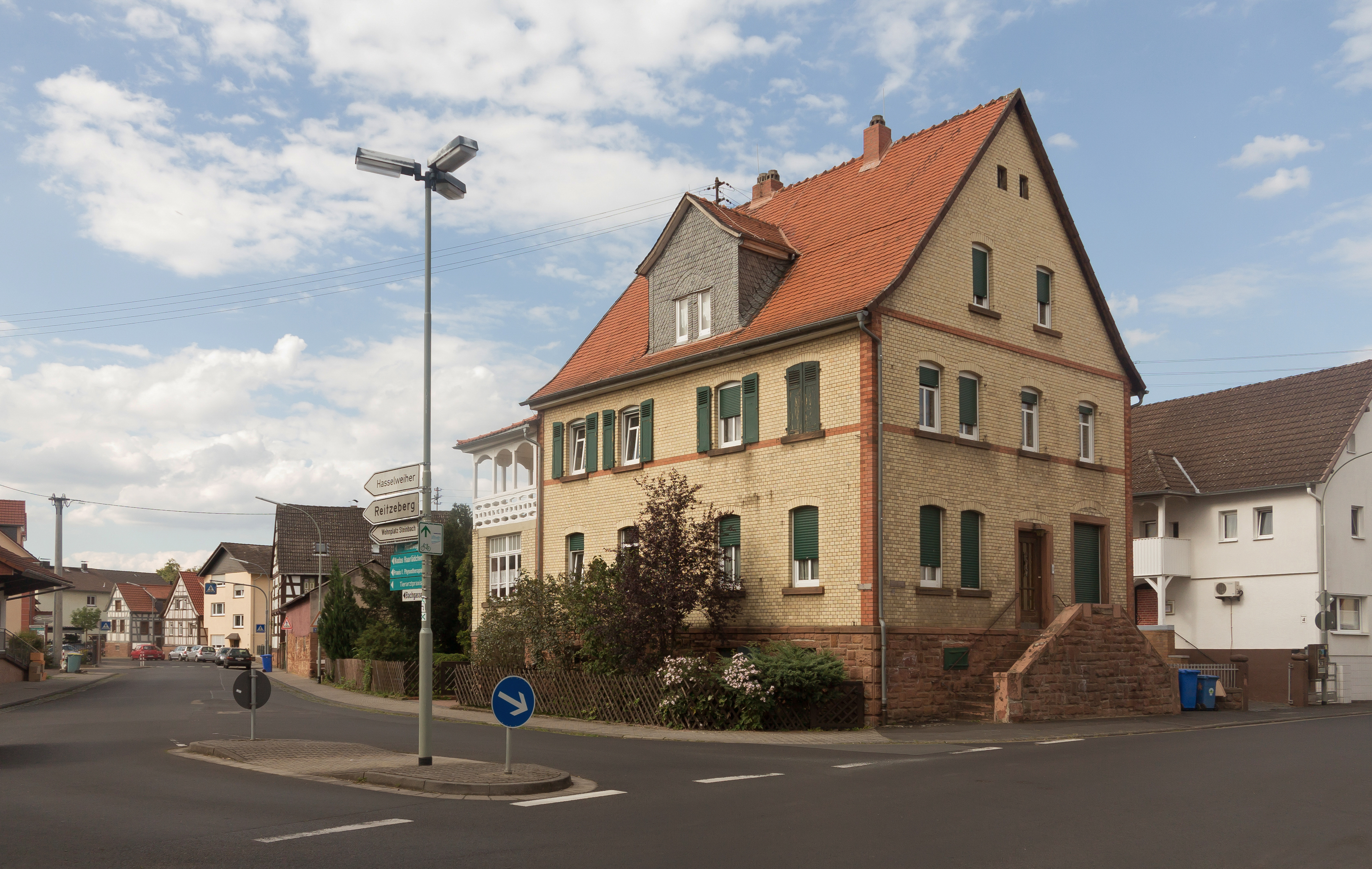
Gründau, vue sur la rue : Bachgasse-Hain Gründauer Straße

## Jumelages
La commune de Gründau est jumelée avec :
- Laussonne (France) depuis juin 1966
- Ebersbach-Neugersdorf (Allemagne) depuis le 3 octobre 1991

## Source, notes et références
- (de) Cet article est partiellement ou en totalité issu de l’article de Wikipédia en allemand intitulé « Gründau » (voir la liste des auteurs).

1. ↑  « Gemeindepartnerschaften » Site web de la commune de Gründau, consulté le 23 avril 2017.